# Liza mandapamensis
Liza mandapamensis és un peix teleosti de la família dels mugílids i de l'ordre dels perciformes present a les costes de l'Índia.